# Галина Вишњевскаја
Галина Павловна Вишњевскаја (рус. Гали́на Па́вловна Вишне́вская; 25. октобар 1926 — 11. децембар 2012) била је руска оперска пјевачица и солисткиња Бољшој театра. Поред музике, Галина Павловна се бавила и глумом, па је радила и као глумица и позоришна редитељка. Била је и учитељица и шеф Московског оперског пјевачког центра. Проглашена је народном умјетницом СССР-а.

## Биографија
Рођена је у Лењинграду 1926. године у радничкој породици, али је дјетињство и младост провела у Кронштату. Родитељи Павел и Зинаиде су се разели мјесец дана по њеном рођењу, па је бригу о Галинином одрастању преузела бака Дарија. Развод родитеља и њихова незаинтересованост за Галину, као  и понашање околине утицаће на њен будући живот и одлуку да буде боља од других. 
Са 14 година дочекала је рат, а двије године касније умире јој бака. Галина преживљава захваљујући женама које су претражујући станове тражиле рањенике и живе у ратном времену. Она се тад прикључује локалном одреду противвазудушне одбране, а истовремено је са џез ансамблом приређивала концерте за војнике и морнаре. У ратном Кронштату се заљубљује и први пут ступа у брак са морнаром Григоријем Вишњевским. По завршетку рата награђена је орденом "За одбрану Лењинграда". Одликована је и 1971. године Орденом Лењина.
С крајем 1943 и почетком 1944 била је члан Музичке школе за одрасле Римски-Корсаков у Лењинграду, у класи соло пјевања.
По завршетку опсаде постала је члан регионалног хора Лењинградског оперетног позоришта. Била је један од првих солиста Новгородске филхармоније. Од 1947. радила је у Лењинградској филхармонији све док није упознала Веру Николајевну-Гарину и заинтересовала се за оперу. Вера Николајевна је и сама била оперска пјевачица и бечки студент. Након развода од првог мужа, морнара Вишњевског, пријавила се на такмичење за приправника Бољшој театра 1952. године. Тај наступ се може сматрати и прекретницом у њеном животу јер побједом на такмичењу постаје члан Театра. Убрзо постаје водећа солисткиња главне опере у земљи, гдје је извела више од 30 улога.
Од 1955. године гостовала је земљама широм свијета: Чехословачкој, Источној Немачкој, Финској, Великој Британији, Италији, Француској, Белгији, САД-у, Канади, Југославији, Аустрији, Јапану, Аустралији, Новом Зеланду итд. Дана 9. маја 1960. године, први пут се појавила у Сарајеву у Народном позоришту као Аида.
Дипломирала је на Московском конзерваторијуму као спољни студент 1966. године, исте године  је добила статус народног уметника СССР-а и глумила у насловној улози у филму-опери „Катерина Измаилова”. Познати диригент Херберт фон Карајан назвао је ову адаптацију опере најбољом у свим годинама. 
Одржавала је пуно концерата. Камерни репертоар пјевачице обухватао је дјела Мусоргског, Чајковског, Прокофјева, Шостаковича, Шумана, Вагнера, Дебисија, Штрауса и других. Била је прва извођачица низа дјела која су јој посветили Шостакович и други истакнути савремени композитори. 
Постала је једна од првих совјетских оперских пјевача који су добили признање у свјетској оперској сцени са обимном дискографијом која садржи снимке опера и камерне музике.

### Прогон из Русије
Упркос томе што је била велика и призната умјетница, Галина Вишњевскаја морала је напустити земљу због сукоба са тадашњом влашћу јер је пружила подршку писцу Александру Солжењицину крајем 60-их. Њено име се више није помињало у новинама и на телевизији, а све активности биле су јој ограничене. На њен рачун стигла је и жалба колега Централном комитету КПСС, који је захтијевао да се откаже снимање опере „Тоска”, гдје је главни дио извела Галина Вишњевскаја.
Године 1974. Министарство културе је дозволило Галини и њеном супругу вилиончелисти Мстиславу Ростроповичу пут у иностранство што се водило као службено путовање. Пар са дјецом одлази из Русије исте године, ачетири године касније, кад су се смјестили у Париз, СССР им је одузео совјетско држављанство, назвавши их идеолошким изродима.
Умјетинца је са породицом провела више од десет година у присилној емиграцији. Живјели су и радили у Француској, Британији и САД-у. У том периоду Вишњевскаја је наступала у највећим позориштима на свијету и као редитељка припремала оперске представе, све до 1982. године када је објавила одлуку да завршава каријеру. Последњи наступ имала је у "Евгеније Оњегину" у Паризу, након чега се посветила раду предавача. Двије године касније, Вишњевскаја је објавила књигу „Галина. Историја живота”, у којој негативно оцењује друштвени систем у СССР-у. Књига је објављена на енглеском, руском и многим другим европским језицима.

## Повратак у Русију
Године 1990. након жалби бројних умјетничких радника, враћено је држављанство СССР-а, али и све награде њој и супругу. У фебруару исте године се вратила у СССР, али и у културни живот земље. Обоје су се одрекли држављанства, наводећи да нису тражили да им га одузму или врате. По повратку Вишњевска је постала почасни професор Московског конзерваторијума. Од 1993. била је драмска глумица на сцени Московског умјетничког позоришта
Воидла је оперски пјевачки центар који је понио њено име од 2002. године, а четири године касније постала је предсједник жирија Отвореног међународног такмичења оперских умјетника Галине Вишњевске, као и предсједник Сверуског сајма пјевача у Јекатеринбургу.
Режисер Александар Сокуров представио је 2006. године документарни филм Елегија живота: Ростропович, Вишњевскаја о животу двоје умјетника. Годину дана касније Галина Вишњевскаја глумила је у његовом филму, играјући улогу баке која долази да види свог унука у Другом чеченском рату. Филм је премијерно приказан на Филмском фестивалу у Кану 2007. године.. 
Аутобиографију „Галина. Животна прича” објавила је 2011. године.

## Приватни живот
Галина Вишњевскаја је кроз живот осјетила пуно успијеха, али и несреће. Родитељи су је оставила док је још била дијете, а као адолесцент је остала и без баке која ју је одгојила, па је већи дио животног терета морала да носи сама. Три пута се удавала. Први пут за морнара Григорија Вишњевског. Из брака који је потрајао неколико мјесеци јој је остало презиме. Други муж, тачније партнер био јој је директор Лељиновог театра и опере, Марк Рубин са којим је живјела 11 година. Марк и Галина су имали сина који је умро убрзо по рођењу 1945. године. Са вилиончелистом Мциславом Ростоповичем у брак је ушла 1955. године и живјела преко 50 година, односно до његове смрти. Двоје умјетника су одржавали заједничке концерте у цијелом свијету. Имали су двије кћерке, Олгу и Елену. Старија кћер, и сама виолинисткиња води Музички центар који носи име њеног оца и Галининог супруга, док млађа руководи Међународним медицинским фондом „Вишњескаја-Ростопович”.
Галина Вишњевскаја умрла је у Москви, 2012. године, у 86. години. Опроштајна комеморација одржана је 13. децембра у Оперском пјевачком центру који носи њено име, а молитва дан касније у Саборном храму Христа Спаситеља. Сахрањена је на новодјевичком гробљу у Москви поред супруга Мцислава Ростроповича.

## У част Вишњевске
Вишњевскаја је у својом земљи доживјела и осуде, али и похвале. Њено име понијеле су неке институције, улице, па чак и мања планета.
- мала планета[7],
- авион компаније Аерофлот[8],
- улица у Москви[9],
- Московски колеџ музичке и позоришне умјетности[10],
- Музичка школи у Кронштату.
- На кући у којој су живјели Вишњевскаја и Ростропович откривена је спомен-плоча.
- 2014. године Русија је објавила поштанску марку са њеним ликом

- Поштанска марка са ликом Г.Вишњевске
- Аерофлотов авион назван по руској умјетници
- Опера која носи име Г.В.